# East Winch
 (juillet 2023).
Pour les articles homonymes, voir Winch (homonymie).
East Winch est une paroisse civile et un village du Norfolk, en Angleterre.